# Río Guamá (vattendrag i Kuba, Provincia de Santiago de Cuba)
Río Guamá är ett vattendrag i Kuba.   Det ligger i provinsen Provincia de Santiago de Cuba, i den sydöstra delen av landet, 700 km sydost om huvudstaden Havanna.